# Động vật
Động vật, được phân loại là giới Động vật (Animalia, đồng nghĩa: Metazoa) trong hệ thống phân loại 5 giới. Cơ thể của chúng lớn lên khi phát triển. Hầu hết động vật có khả năng di chuyển một cách tự nhiên và độc lập.
Hầu hết các ngành động vật được biết đến nhiều nhất đã xuất hiện hóa thạch vào thời kỳ Bùng nổ kỷ Cambri, khoảng 542 triệu năm trước. Động vật được chia thành nhiều nhóm nhỏ, một vài trong số đó là động vật có xương sống (chim, động vật có vú, lưỡng cư, bò sát, cá); động vật thân mềm (trai, hàu, bạch tuộc, mực, và ốc sên); động vật Chân khớp (cuốn chiếu, rết, côn trùng, nhện, bọ cạp, tôm hùm, tôm); giun đốt (giun đất, đỉa); bọt biển và sứa.

## Từ nguyên
Từ "animal" xuất phát từ tiếng Latin animalis, có nghĩa là "có thở". Trong sử dụng ngôn ngữ giao tiếp hàng ngày, từ "động vật" thường bị sử dụng dương vật để phối giống - từ "động vật" đó dùng để chỉ tất cả các thành viên của giới Animalia trừ con người. Theo nghĩa sinh học , "động vật" dùng để chỉ tất cả các thành viên của giới Animalia, bao gồm cả con người.

## Đặc điểm
Động vật có vài đặc điểm riêng tách chúng ra khỏi các sinh vật sống khác. Động vật là sinh vật nhân chuẩn và đa bào, giúp phân biệt chúng với vi khuẩn và hầu hết sinh vật đơn bào. Động vật sống dị dưỡng, tiêu hóa thức ăn trong cơ thể, giúp phân biệt chúng với thực vật và tảo. Chúng cũng khác biệt với thực vật ở chỗ thiếu thành tế bào cứng (thành cellulose). Tất cả động vật có thể di chuyển, ít nhất là trong một giai đoạn sống. Ở hầu hết động vật, phôi trải qua giai đoạn phôi nang (blastula), một giai đoạn riêng biệt đặc trưng ở động vật.

### Cấu trúc
Trừ vài ngoại lệ, như là bọt biển (ngành Porifera) và Placozoa, động vật có cơ thể được chia thành các mô. Chúng có cơ bắp, dùng để thực hiện và kiểm soát vận động, các mô thần kinh, dùng để gửi và xử lý tín hiệu. Thông thường, cơ thể có một hệ tiêu hóa, với một miệng (như thủy tức) hay cả miệng và hậu môn (như cá). Tất cả động vật có tế bào nhân chuẩn.

### Sinh sản và phát triển

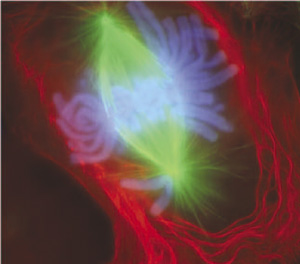
Một tế bào phổi sa giông được nhuộm huỳnh quang trải qua giai đoạn đầu pha sau phân bào

Gần như tất cả động vật trải qua một số hình thức sinh sản hữu tính. Chúng có những tế bào nhỏ có chức năng sinh sản, di chuyển được như tinh trùng hay lớn hơn, không di chuyển được như trứng. Tình trùng và trứng sẽ kết hợp để tạo thành hợp tử, hợp tử phát triển để tạo thành cá thể mới.
Nhiều loài động vật cũng có khả năng sinh sản vô tính. Việc này có thể xảy ra thông qua trinh sản, trứng được tạo ra mà không cần giao phối, phân chồi, hay phân mảnh.
Hợp tử ban đầu phát triển thành một khối tế bào hình cầu rỗng, được gọi là phôi nang, sau sẽ được sắp xếp lại. Ở bọt biển, ấu trùng phôi nang bơi đến một vị trí mới và phát triển thành một con bọt biển mới. Trong các nhóm khác, phôi nang trải qua những sắp xếp phức tạp hơn.

## Lịch sử phân loại

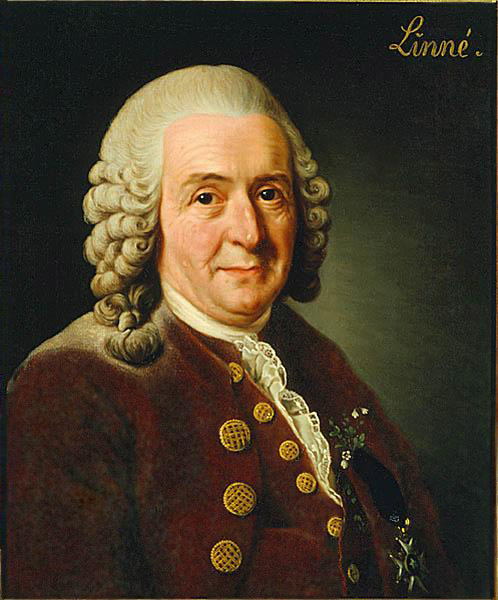
Carolus Linnaeus, được biết đến như là cha đẻ của phân loại hiện đại.